# La Chapelaude
La Chapelaude é uma comuna francesa na região administrativa de Auvérnia-Ródano-Alpes, no departamento Allier. Estende-se por uma área de 28,88 km². Em 2010 a comuna tinha 1 004 habitantes (densidade: 34,8 hab./km²).